# Jan Riesenkampf
Jan Riesenkampf (* 1963 in Zabrze, Polen) ist ein polnischer Schriftsteller. 
Jan Riesenkampf studierte an der Jagiellonen-Universität in Krakau polnische Philologie und schloss sein Studium nicht ab (als handicapped). In den 1995er Jahren begann er schriftstellerisch zu arbeiten und gehörte der Dichtergruppe To był naprawde Fascynujacy wieczor in Warschau an. Sein erster Erzählband erschien im Jahre 1992.

## Werke
Insgesamt veröffentlichte Riesenkampf sechs Gedichtbände und übersetzte viele Gedichte aus dem Französischen (Jacques Brel), Italienischen (Cesare Pavese), Griechischen (Konstantinos Kavafis), Katalanischen (Lluís Llach) und dem Russischen (Bulat Schalwowitsch Okudschawa, Alexander Jakowlewitsch Rosenbaum, Marina Iwanowna Zwetajewa).
Einige seiner Gedichte wurden auch in den Magazinen Nowy Nurt, FA-ART, und Lampa abgedruckt.
Zu seinen Werken gehören unter anderem:
- Koszula, Kraków 1992.
- Wybrane Warschau 1999. ISBN 83-86735-51-1
- janriesenkampf.com Warschau 200. ISBN 83-86735-83-X
- Zwykły poeta. Lampa 2005. ISBN 83-89603-16-0